# Évelyne Brochu
Évelyne Brochu (Pointe-Claire, 17 november 1982) is een Canadese actrice. Ze had rollen in langspeelfilms als Polytechnique, Café de Flore, Inch'Allah en Tom à la ferme en de televisieseries Orphan Black en X-Company. In 2016 vertolkte ze de hoofdrol in Le Passé devant nous, een film geregisseerd door Nathalie Teirlinck.
- Biblioteca Nacional de España: XX5327964
- Bibliothèque nationale de France: cb17861883q (data)
- Catàleg d'autoritats de noms i títols de Catalunya: 981058510545306706
- Gemeinsame Normdatei: 1064682715
- International Standard Name Identifier: 0000 0004 1886 7649
- Library of Congress Control Number: no2013099929
- MusicBrainz: d497ccc6-0f65-4d6d-bce4-e44c04725b34
- Système universitaire de documentation: 199716153
- Virtual International Authority File: 305306623
- WorldCat: E39PBJg8GkCp4K9MFGcmfGXrv3